# Festival d'Angoulême 1983
La dixième édition du Salon international de la bande dessinée d'Angoulême se déroule du 28 au 30 janvier 1983 autour du thème « 10 ans ». Le grand prix de la ville d'Angoulême est décerné au créateur de Barbarella : Jean-Claude Forest.

## Palmarès
Le jury décernant les récompenses est composé de Paul Gillon (président), Jean-Michel Boucheron (maire d'Angoulême), Pierre Veilletet, Jean-Paul Morel, Robert Escarpit, Jean-Pierre Cliquet, Monique Bussac, Adrienne Kirkorian, François Pierre, Dominique Bréchoteau, Pierre Pascal
- Grand prix : Jean-Claude Forest
- Alfred meilleure BD de l'année : José Muñoz et Carlos Sampayo, Alack Sinner : Flic ou privé, Casterman
- Alfred enfant : Michel Faure et Robert Génin, L'Étalon noir, Hachette
- Alfred presse : Tanino Liberatore/Stefano Tamburini, RanXerox t. 1 : RanXerox à New York, Éditions Albin Michel
- Alfred fanzine : Dommage (Confolens)
- Alfred avenir : Thierry Clavaud (Limoges)

## Déroulement du festival
- Paul Gillon, grand prix l'année précédente, dessine l'affiche du festival.
- Jack Lang présente quinze mesures pour la BD, dont la création d'un Centre national de la bande dessinée et de l'image (CNBDI). Le salon se professionnalise et s'agrandit ; les fanzines sont relégués dans la cour de l'hôtel de ville, et se sentent exclus.
- De nombreux auteurs américains sont invités

### Documentation
- Patrick Gaumer, « Angoulême : « Le » Festival de bande dessinée », dans Sophie Barets (dir.), L'Année de la bande dessinée 83-84, Temps futurs, 1983, p. 6.